# Championnat d'Antigua-et-Barbuda de football 2014-2015
Navigation
Saison précédente Saison suivante
La saison 2014-2015 du Championnat d'Antigua-et-Barbuda de football est la quarante-quatrième édition de la Premier Division, le championnat de première division à Antigua-et-Barbuda. Les dix formations de l'élite sont regroupées au sein d'une poule unique où elles s'affrontent deux fois, à domicile et à l'extérieur. En fin de saison, les deux derniers du classement sont relégués et remplacés par les deux meilleures formations de First Division tandis que le 8e dispute un barrage de promotion-relégation.
C'est le Parham FC qui remporte la compétition cette saison après avoir terminé en tête du classement final, avec dix points d'avance sur Hoppers FC et douze sur le tenant du titre, SAP FC. Il s’agit du cinquième titre de champion d'Antigua-et-Barbuda de l'histoire du club.

## Les clubs participants
- Hoppers FC
- Ottos Rangers FC - Promu de First Division
- Urlings FC - Promu de First Division
- Old Road FC
- Five Islands FC - Promu de First Division
- Jennings Grenades FC
- Fort Road FC
- Bassa SC
- Parham FC
- SAP FC

## Compétition
Le barème de points servant à établir le classement se décompose ainsi :
- Victoire : 3 points
- Match nul : 1 point
- Défaite : 0 point

### Classement
| Rang | Équipe               | Pts | J  | G  | N | P  | Bp | Bc | Diff |
| ---- | -------------------- | --- | -- | -- | - | -- | -- | -- | ---- |
| 1    | Parham FC            | 47  | 18 | 15 | 2 | 1  | 45 | 7  | +38  |
| 2    | Hoppers FC           | 37  | 18 | 11 | 4 | 3  | 31 | 20 | +11  |
| 3    | SAP FCT              | 35  | 18 | 11 | 2 | 5  | 32 | 18 | +14  |
| 4    | Jennings Grenades FC | 28  | 18 | 9  | 1 | 8  | 35 | 35 | 0    |
| 5    | Fort Road FC         | 26  | 18 | 8  | 2 | 8  | 30 | 25 | +5   |
| 6    | Ottos Rangers FCP    | 21  | 18 | 6  | 3 | 9  | 23 | 24 | -1   |
| 7    | Old Road FC          | 21  | 18 | 6  | 3 | 9  | 28 | 33 | -5   |
| 8    | Five Islands FCP     | 19  | 18 | 5  | 4 | 9  | 20 | 28 | -8   |
| 9    | Bassa SC             | 15  | 18 | 3  | 6 | 9  | 12 | 24 | -12  |
| 10   | Urlings FCP          | 7   | 18 | 2  | 1 | 15 | 12 | 54 | -42  |

|  | Champion d'Antigua-et-Barbuda                    |
|  | Participation au barrage de promotion-relégation |
|  | Relégation directe en First Division             |
|  | T : Tenant du titre P : Promu de First Division  |

### Matchs

#### Barrage de promotion-relégation
Le 8e de Premier Division, Five Islands FC, retrouve les 3e et 4e de First Division, Liberta FC et Hilltop FC, en poule de promotion-relégation. Les trois équipes s'affrontent une fois, seule la meilleure d'entre elles est promue ou se maintient parmi l'élite.
| Rang | Équipe          | Pts | J | G | N | P | Bp | Bc | Diff |  | Résultats (▼ dom., ► ext.) | Will | Empi | Bull |
| ---- | --------------- | --- | - | - | - | - | -- | -- | ---- |  | -------------------------- | ---- | ---- | ---- |
| 1    | Five Islands FC | 4   | 2 | 1 | 1 | 0 | 6  | 3  | +3   |  | Five Islands FC            |      |      | 3-0  |
| 2    | Liberta FC (D2) | 2   | 2 | 0 | 2 | 0 | 4  | 4  | 0    |  | Liberta FC (D2)            | 3-3  |      |      |
| 3    | Hilltop FC (D2) | 1   | 2 | 0 | 1 | 1 | 1  | 4  | -3   |  | Hilltop FC (D2)            |      | 1-1  |      |

- Les trois clubs se maintiennent au sein de leur championnat respectif.

## Bilan de la saison
| Championnat d'Antigua-et-Barbuda de football 2014-2015 |                      |
| Champion                                               | Parham FC (5e titre) |
| Coupes et trophées                                     |                      |
| Vainqueur de la Coupe d'Antigua-et-Barbuda 2014-2015   | Non disputée         |
| Qualifications continentales                           |                      |
| CFU Club Championship 2016                             | Aucun                |
| Promotions et relégations                              |                      |
| Promus en Premier Division                             | Empire FC            |
| Promus en Premier Division                             | Bullets FC           |
| Relégués en First Division                             | Bassa SC             |
| Relégués en First Division                             | Urlings FC           |